# 終端抵抗

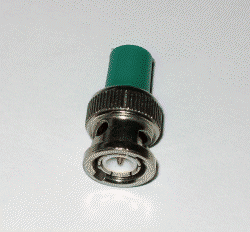
10BASE2用のケーブル終端抵抗

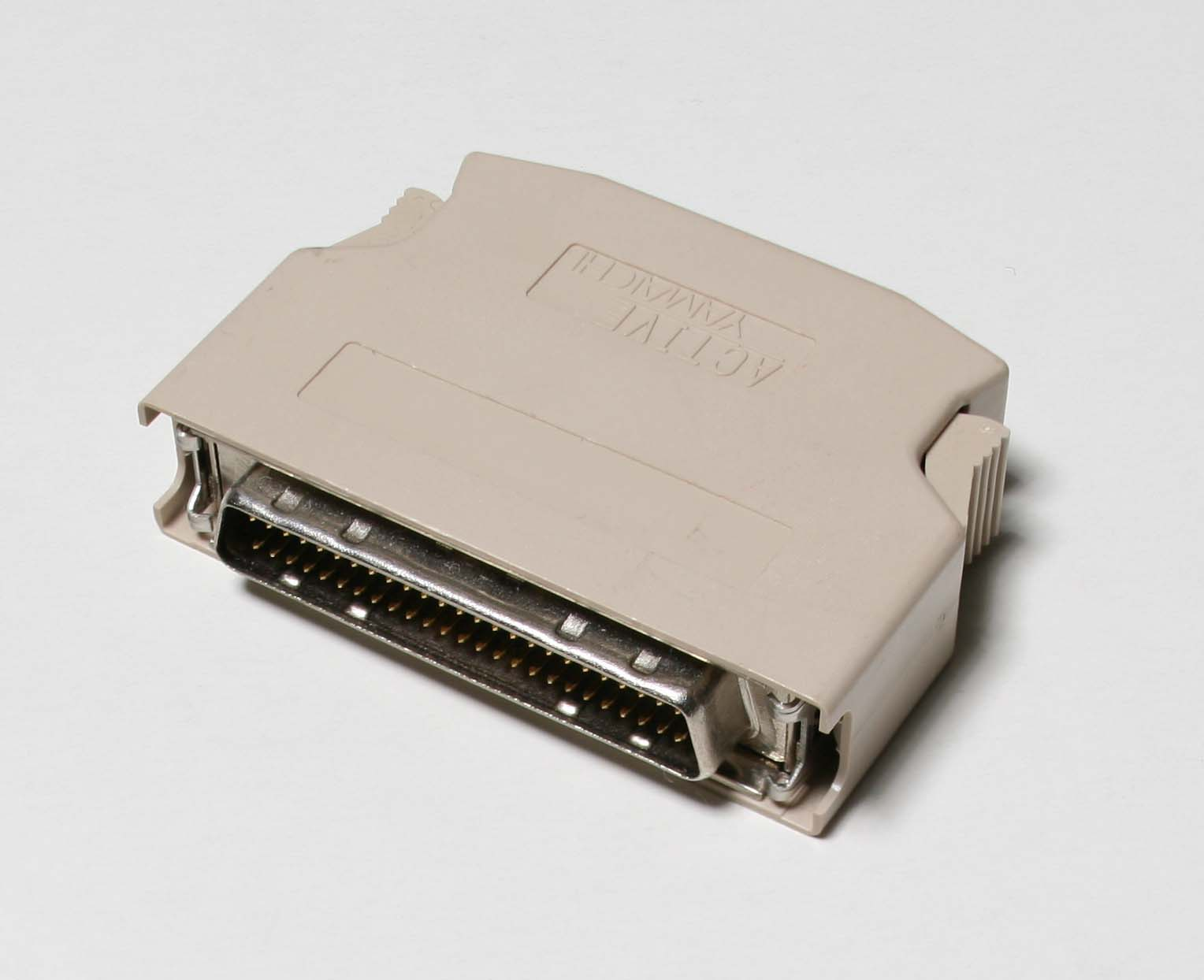
SCSI ターミネータ

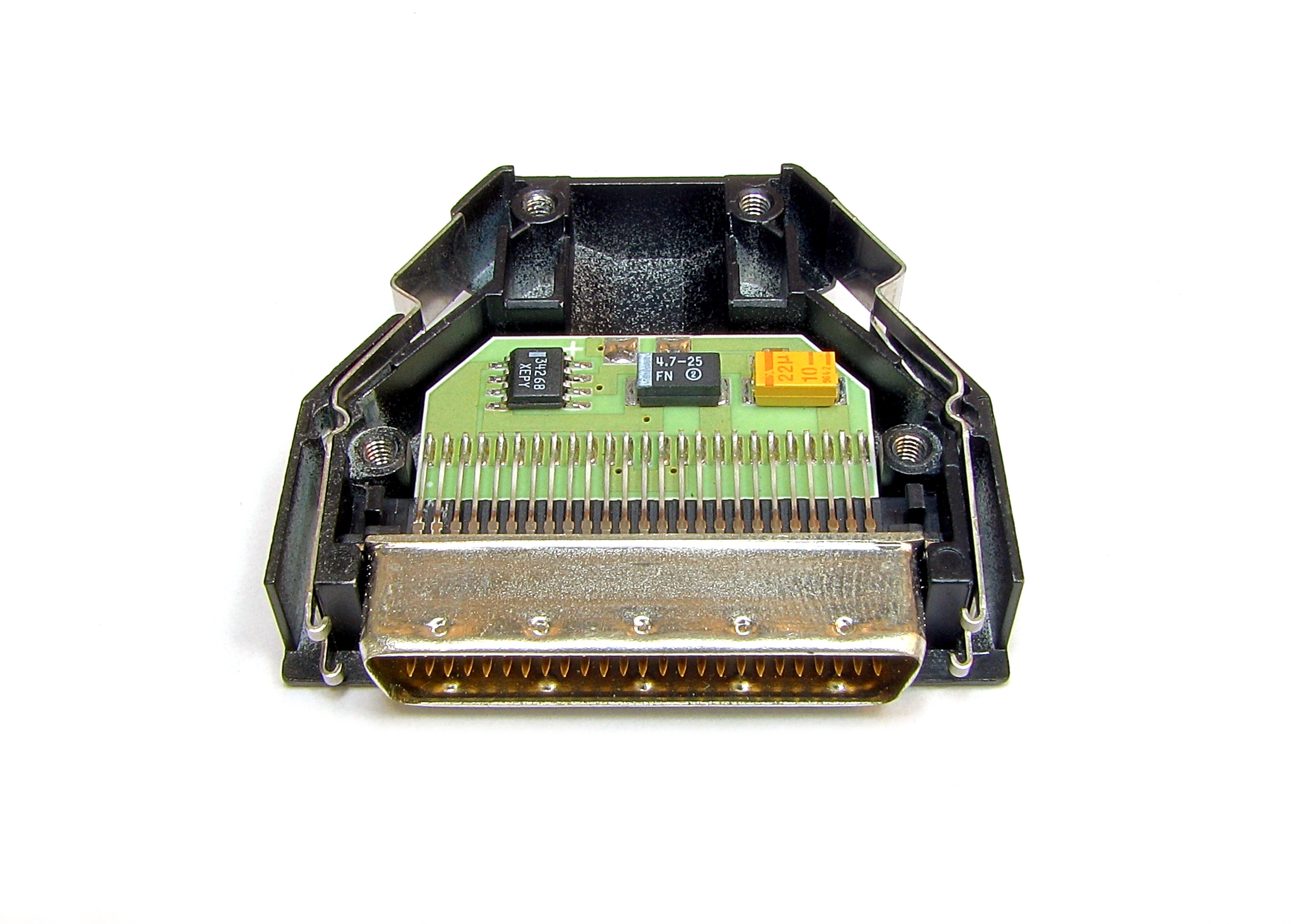
SCSI ターミネータ

終端抵抗（しゅうたんていこう）とは、コンピュータ機器や、無線機器などで使用するケーブルの末端に取り付ける電子部品。
ケーブル末端での信号の不要反射を防ぐためにケーブル末端の抵抗器により高周波信号のエネルギーを消費させるもの（インピーダンス整合参照）。取り付けなくても機器の利用は可能であるが、実際には動作が不安定になるなどの問題が発生することが多い。
コンピュータ機器では、SCSI機器やイーサネット等で使用され、ターミネータと呼ばれることもある。

## ダミーロード
類似のものとして、トランシーバー等無線送信機の調整時にアンテナの代わりに無誘導抵抗器（高周波においてもL性、C性にならないように工夫された特殊な抵抗器）を取り付けることがあり、ダミーロード（擬似負荷、疑似負荷抵抗、疑似空中線回路）と呼ばれる。特性インピーダンス50Ωのものが一般的である。無線送信機の送信電力がそのまま熱に変換される。終端を開放すれば電流は流れないので安全、と考えるのは適切ではない。ケーブル（伝送線路）の状態（λ/4、またはその奇数倍）によっては出力機器を短絡した場合と同じ電気的条件になったり、異常な高電圧が発生（λ/2、またはλ/4の偶数倍）したりする可能性があるため、機器を破損する恐れがある。これは、送信した電力が開放端で反射し送信機に逆流し、破損に至らしめると理解することも出来る。このように考えると、ケーブルの長さによらず、終端を開放することは危険な行為であると言える。製品として、測定器校正・アマチュア無線用の許容入力10W程度のものから、放送局等の送信施設に使用する100kW以上のものまで各種ある。連続100W・瞬間1kW程度までは自然空冷も可能であるが、それ以上になると強制空冷・油冷もしくは水冷式になる。

## 電気標準器
ネットワーク・アナライザのキャリブレーションで50Ωの電気標準器として使う。50Ωの他にショート、オープンの電気標準器がある。

## 自動火災報知設備
P型1級自動火災報知設備の感知器を配線するときは、終端部分に10kΩ程度（抵抗値は受信機のメーカーにより定められている）の抵抗を接続することになっている。この抵抗も終端抵抗と呼ばれる。
この終端抵抗は、電子機器のようなインピーダンス整合のためではなく、感知器への配線が断線した際にそれを自動的に検出するためのものである。